# リリー・キング
リリー・キング（Lilly King, 1997年2月10日 - ）は、アメリカ合衆国・インディアナ州・エバンズビル出身のアメリカ人女子競泳選手。2016年リオデジャネイロオリンピックで100m平泳ぎ・400mメドレーリレーで優勝、2017年世界水泳選手権では50m平泳ぎ・100m平泳ぎ・400mメドレーリレー・400m混合メドレーリレーの四冠を達成した。50m平泳ぎ・100m平泳ぎの世界記録保持者。

## 経歴

### 2016年リオデジャネイロオリンピック
選考会で100m・200m平泳ぎで二冠に輝いたキングは初のアメリカ代表に選出された。リオデジャネイロオリンピックでは100m平泳ぎと400mメドレーリレーで二冠を達成した。200m平泳ぎは準決勝で敗退した。

### 2017年ブダペスト世界選手権
50m平泳ぎ・100m平泳ぎ・200m平泳ぎ・400mメドレーリレー・400m混合メドレーリレーに参加。50m平泳ぎでは予選1位通過、準決勝はアメリカ新記録で1位通過、決勝は世界新記録で優勝した。100m平泳ぎでも予選1位、準決勝2位通過、決勝で世界新記録を樹立し、優勝した。200mは4位だった。400mメドレーリレーと400m混合メドレーリレーでも世界新記録を樹立した。

### 2019年光州世界選手権
50m平泳ぎ・100m平泳ぎ・400mメドレーリレーで3冠を達成した。混合400mメドレーリレーでは銀メダルを獲得した。

### 2020年東京オリンピック
100m平泳ぎで銅メダル、200m平泳ぎで銀メダル、400mメドレーリレーで銀メダルを獲得した。

### 2022年ブダペスト世界選手権
50m平泳ぎで7位、100m平泳ぎで4位に入り、200m平泳ぎでは世界選手権のこの種目で初めて優勝を果たした。400mメドレーリレーでは3連覇を達成した。